# Sierafima Sitnik
Sierafima Zacharowna Sitnik, ros. Серафима Захаровна Ситник (ur. 1912 w Kirowohradzie, zm. pod koniec 1944 w Niemczech) – radziecka pilotka wojskowa (major), oficer oddziału propagandy sztabu Wojsk lotniczych Sił Zbrojnych Komitetu Wyzwolenia Narodów Rosji pod koniec II wojny światowej.

## Życiorys
W 1923 r. wstąpiła do Armii Czerwonej. Od 1938 r. była członkiem WSzechrosyjskiej Komunistycznej Partii (bolszewików). W latach 1939–1940 uczestniczyła w wojnie z Finlandią. Po ataku wojsk niemieckich na ZSRR 22 czerwca 1941 r. dowodziła kompanią, a następnie batalionem łączności Samodzielnego Pułku Łączności 21 Armii na Froncie Południowo-Zachodnim. Potem w stopniu majora pełniła funkcję szefa łączności 205 Lotniczej Dywizji Myśliwskiej. Wykonywała loty bojowe. Była odznaczona kilkoma odznaczeniami wojskowymi (m.in. Orderem Czerwonej Gwiazdy). 29 października 1943 r. zestrzeliły ją 2 niemieckie myśliwce Me 109. Sierafima Z. Sitnik, ranna, uratowała się skokiem ze spadochronem, ale dostała się do niewoli niemieckiej. Podczas leczenia w szpitalu w Moritzfeldzie na początku stycznia 1944 r. na polecenie gen. Wiktora Malcewa przywieziono do niej z okupowanych terytoriów syna i matkę, o których miała wiadomości, jakoby zostali zabici przez Niemców. W tej sytuacji, wiosną 1944 r. wstąpiła do nowo formowanego 1 Pułku Lotniczego ROA. Ponieważ z powodu niedawnych ran nie mogła wykonywać lotów bojowych, jesienią 1944 r. została odkomenderowana do oddziału propagandy sztabu Wojsk lotniczych Sił Zbrojnych Komitetu Wyzwolenia Narodów Rosji. Była autorką odezwy pt. К русским женщинам и девушкам!, którą opublikowano w piśmie „Naszy krylja”. W wyniku prowokacji zorganizowanej przez SD została oskarżona o kontakty z osobą jakoby związaną z sowieckim ruchem oporu, aresztowana i rozstrzelana pod koniec 1944 r.